# Джон Джей
Джей Джон (англ. John Jay; 12 грудня 1745 — 17 травня 1829) — американський політик, державний діяч, революціонер, дипломат, батько-засновник США, президент Континентального конгресу (1778-1779), перший Голова Верховного суду США (1789—1795). Протягом та після Американської революції був міністром (послом) в Іспанії та Франції, допомагаючи формувати американську зовнішню політику та забезпечуючи сприятливі умови миру з англійцями (Угода Джея) та французами. Разом з Александром Гамілтоном та Джеймсом Медісоном був співавтором «Федераліста» — збірки з 85 статей на підтримку ратифікації Конституції США.
Як лідер новоствореної Федералістської партії Джей був губернатором штату Нью-Йорк, автором першої конституції штату Нью-Йорк та провідним борцем проти рабства. Його перші дві спроби прийняти закон про звільнення рабів у 1777 та 1785 рр. зазнали невдачі, але третя спроба у 1799 р. була вдалою.